# Kis-antillai pivi
A kis-antillai pivi (Contopus latirostris) a madarak (Aves) osztályának verébalakúak (Passeriformes) rendjébe és a királygébicsfélék (Tyrannidae) családjába tartozó faj.

## Rendszerezése
A fajt Jules Verreaux francia ornitológus írta le 1866-ban, a Myiobius nembe Myiobius latirostris néven.

## Alfajai
- Contopus latirostris blancoi (Cabanis, 1875)
- Contopus latirostris brunneicapillus (Lawrence, 1878)
- Contopus latirostris latirostris (J. Verreaux, 1866)[2]

## Előfordulása
A Karib-térségben, Antigua és Barbuda, Barbados, a Dominikai Közösség, Guadeloupe, Martinique, Montserrat, Puerto Rico, Saint Kitts és Nevis, Saint Lucia és Saint Vincent és a Grenadine-szigetek területein honos. 
A természetes élőhelye szubtrópusi és trópusi síkvidéki esőerdők, lombhullató erdők és mangroveerdők, valamint cserjések. Állandó, nem vonuló faj.

## Megjelenése
Testhossza 15 centiméter, testtömege 10–12 gramm.

## Életmódja
Rovarokkal táplálkozik.

## Természetvédelmi helyzete
Az elterjedési területe kicsi, egyedszáma viszont csökken, de még nem éri el a kritikus szintet. A Természetvédelmi Világszövetség Vörös listáján nem fenyegetett fajként szerepel.